# P-brana
En física teórica, las P-branas o branas son términos de la teoría de supercuerdas usada para referirse a estructuras tipo membrana de una a once dimensiones, que representan objetos físicos de esta teoría. Una brana es una variedad diferenciable cuyo movimiento tiene lugar en un espacio-tiempo de gran número de dimensiones (diez u once dependiendo del tipo de teoría usada).
Se basaba originalmente en conclusiones sobre cuerdas unidimensionales. Para mediados de los años 90 llegó a ser evidente que las teorías de cuerdas se podían ampliar también hasta incluir objetos no 1-dimensionales llamados p-branas. El nombre "p-brana" viene de una generalización de la "membrana de dos dimensiones" a los p-branas de p dimensiones. Las cuerdas se pueden pensar como 1-branas. Las teorías de P-branas pueden contener varios componentes fundamentales por ejemplo objetos puntuales (0-branas), membranas de dos dimensiones (2-branas), objetos tridimensionales (3-branas), y objetos de otras dimensiones hasta ocho o nueve; la teoría M parece contener membranas de hasta 4-branas.